# Champougny
Champougny ist eine französische Gemeinde mit 86 Einwohnern (Stand 1. Januar 2022) im Département Meuse in der Region Grand Est (bis 2015 Lothringen); sie gehört zum Arrondissement Commercy und zum Gemeindeverband Communauté de communes de Commercy-Void-Vaucouleurs.

## Geografie
Champougny liegt rund 21 Kilometer südwestlich der Stadt Toul im Süden des Départements Meuse an der Grenze zum Département Meurthe-et-Moselle. Verkehrstechnisch befindet sich die Gemeinde fernab von überregionalen Verkehrswegen nahe der D964. Der Ort liegt an der Maas. Im Gegensatz zu vielen anderen Gemeinden der Region ist Champougny nur wenig bewaldet.
Nachbargemeinden sind Sepvigny im Norden, Uruffe (im Département Meurthe-et-Moselle) im Nordosten, Pagny-la-Blanche-Côte im Osten, Montbras im Südosten, Taillancourt im Süden sowie Maxey-sur-Vaise im Westen.

## Geschichte
Wie alle Orte der Gegend litt Champougny im Mittelalter unter Konflikten. Die schlimmsten Verwüstungen richteten der Hundertjährige Krieg und der Dreißigjährige Krieg an. Der Name der heutigen Gemeinde wurde bereits im Jahr 650 unter dem lateinischen Namen Camponiacum erstmals in einem Dokument erwähnt. Im Mittelalter gehörte der Ort zum Gebiet des Herzogtums Bar und danach zum Herzogtum Lothringen. Genauer zur Bailliage Toul im Barrois non mouvant. Mit dieser Herrschaft fiel Champougny 1766 an Frankreich. Bis zur Französischen Revolution lag der Ort im Grand-gouvernement de Lorraine-et-Barrois. 
Champougny gehörte von 1793 bis 1801 zum District Gondrecourt. Zudem seit 1793 zum Kanton Vaucouleurs. Die Gemeinde ist seit 1801 dem Arrondissement Commercy zugeteilt.

## Bevölkerungsentwicklung
Die Gemeinde teilt das Schicksal vieler Landgemeinden in Frankreich. In der ersten Hälfte des 19. Jahrhunderts wuchs die Bevölkerung. Danach folgte eine Landflucht, die die Anzahl Bewohner stark minderte (1891–1990: −74,5 Prozent). In den letzten Jahrzehnten ist die Bevölkerung wieder stark gewachsen (1990–2011: +115,7 Prozent).
| Jahr                       | 1962 | 1968 | 1975 | 1982 | 1990 | 1999 | 2006 | 2011 | 2019 |
| Einwohner                  | 92   | 84   | 67   | 57   | 51   | 80   | 100  | 110  | 79   |
| Quellen: Cassini und INSEE |      |      |      |      |      |      |      |      |      |

## Sehenswürdigkeiten
- Wehrkirche Saint-Brice
- Kapelle Notre-Dame-des-Affligés; Ursprünge im Mittelalter, heutige Kapelle aus dem 17. Jahrhundert
- Ehemalige Festung Fort de Pagny-la-Blanche-Côte
- Gedenkplatte für die Gefallenen[1]
- Zwei ehemalige Waschhäuser (Lavoirs): Waschhaus (Champougny)
- Wegkreuz an der D145 Richtung Sepvigny

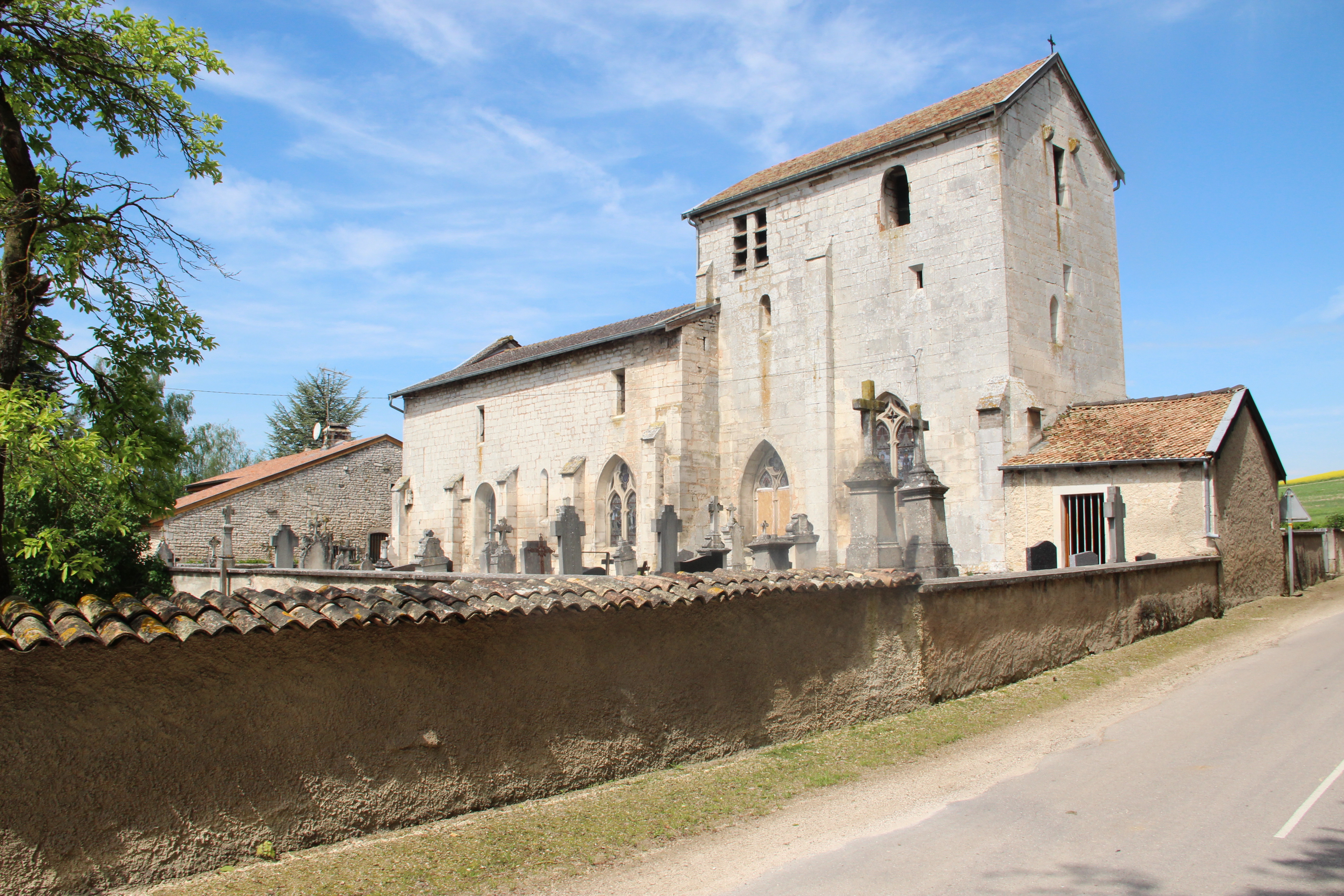
Wehrkirche Saint-Brice
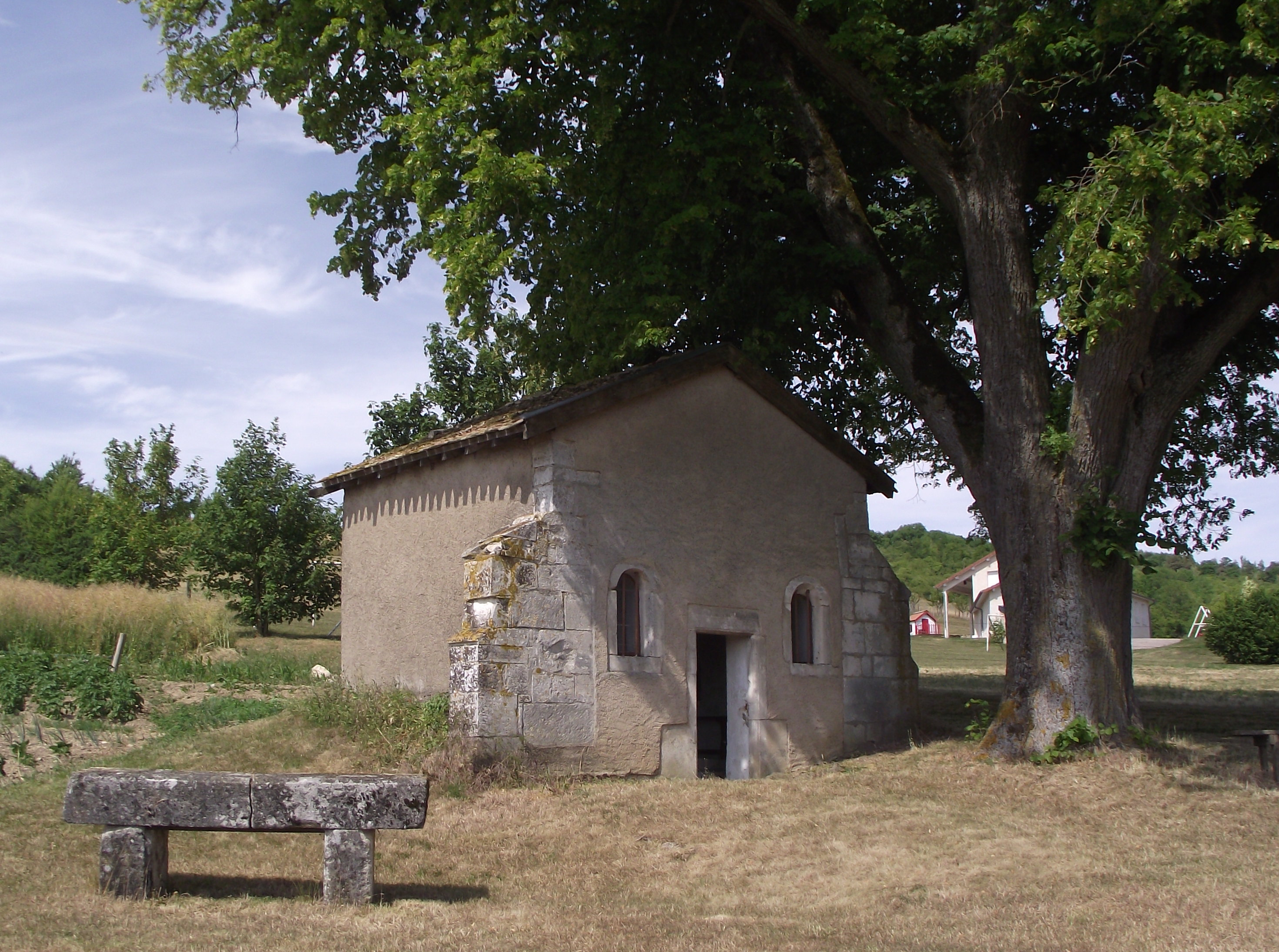
Kapelle Notre-Dame-des-Affligés
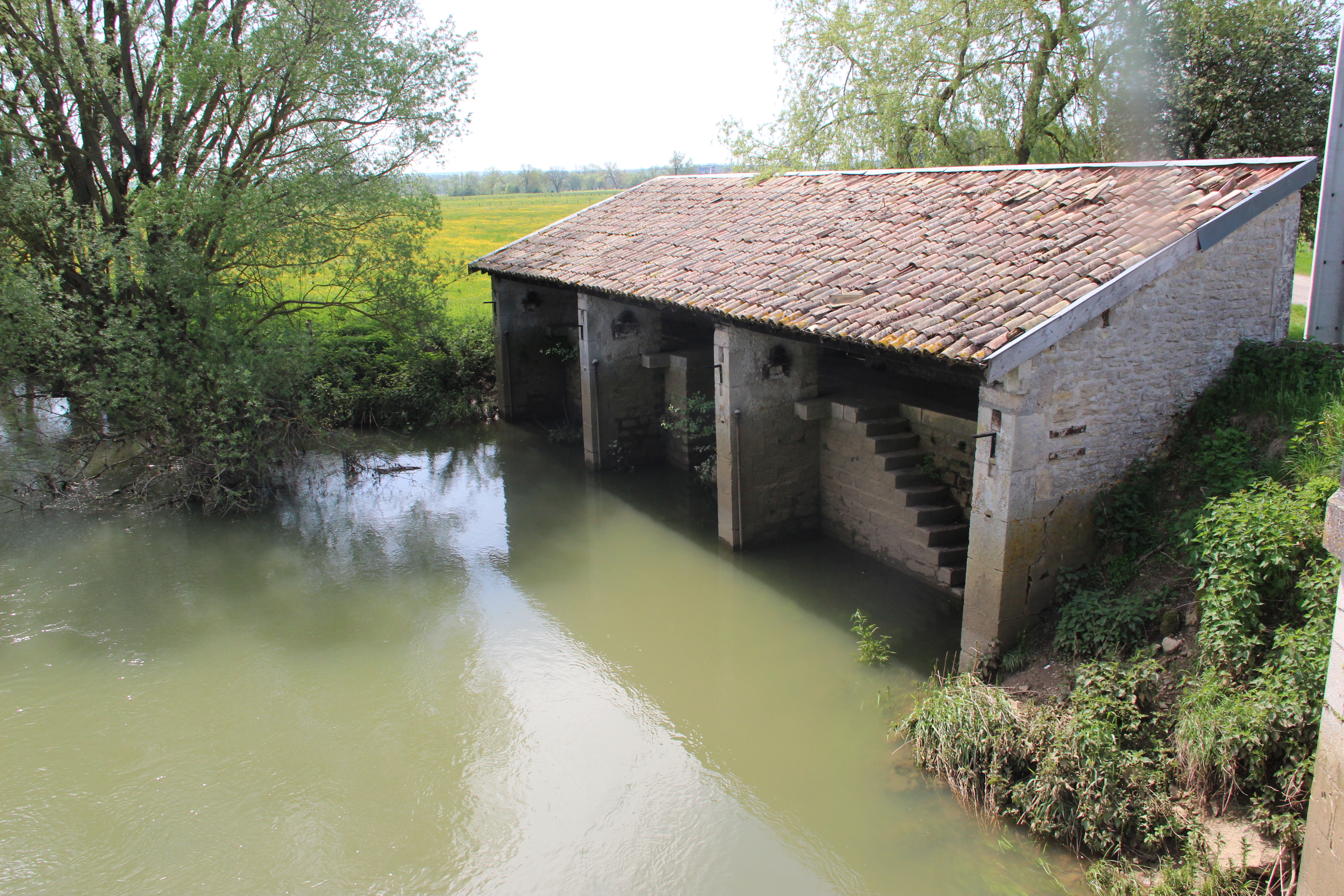
Waschhaus von Champougny